# 陈家宽
陈家宽（1947年3月6日—），男，上海人，中国植物学家、生态学家。复旦大学特聘教授。主要从事湿地生态学、保护生物学和生物多样性科学等方向研究。

## 生平
1947年生于上海。1965年至1970年就读于复旦大学生物系，主修植物学。1970年被分配到四川省宣汉县农村工作站工作，1973年回到湖北省安陆县的一所子弟学校任教。1979年考上武汉大学生物学系研究生，1982年获硕士学位，1987年获理学博士学位。博士论文《中国慈姑属的系统学研究》，导师为孙祥钟教授。期间，江西大学林英教授的讲座让陈家宽接触到了现代生态学的开端。
1982年至1997年，在武汉大学植物分类研究室任教。1990年至1991年，在美国俄亥俄州立大学担任客座教授。1991年晋升教授，1992年获评博士生导师，1988年至1997年兼任研究生院副院长。
1997年赴上海，担任复旦大学特聘教授。此后的主要研究领域由植物学转至生态学。1997年至2007年，担任复旦大学生物多样性研究所所长。2010年6月，应邀赴南昌大学，担任特聘讲座教授、流域生态学研究所所长。
陈家宽长期在自然保护区进行考察，并为相关单位提出生态学建议。

## 出版物
- 陈家宽; 李琴. . 中国特色社会主义“五大建设”丛书. 重庆: 重庆出版社. 2014. ISBN 978-7-229-08179-9.
- 陈家宽; 雷光春; 王学雷 (编). . 上海: 复旦大学出版社. 2010. ISBN 978-7-309-07544-1.
- 陈家宽. . 上海: 复旦大学出版社. 2007. ISBN 978-7-309-05782-9.
- 陈家宽 (编). . 北京: 科学出版社. 2003. ISBN 7-03-012258-5.
- 陈家宽; 杨继 (编). . 武汉: 武汉大学出版社. 1994. ISBN 7-307-01869-1.